# Fernando Luján
Fernando Ciangherotti Díaz (Bogotá, 23 de agosto de 1939-Puerto Escondido, Oaxaca, 11 de enero de 2019), conocido como Fernando Luján, fue un actor mexicano nacido en Colombia que debutó haciendo películas desde niño, en la década de los 50, trabajando en la última parte de la denominada Época de Oro del cine mexicano. A lo largo de su trayectoria compartió créditos con artistas como Rodolfo Bebán, Gabriela Gili, Niní Marshall, Luis Sandrini, Enzo Viena, Elsa Aguirre, entre muchos otros.

## Biografía
Nació en una familia de actores; fue hijo del destacado actor de origen argentino, Alejandro Ciangherotti y la actriz Mercedes Soler (Mercedes Díaz Pavía), perteneciente a la Dinastía Soler: Fernando Soler, Andrés Soler, Domingo Soler y Julián Soler). Viene de una estirpe de actores muy prolífica, ya que su hermano también fue actor (Alejandro Ciangherotti II). 
Fernando nació en Bogotá, Colombia, porque sus padres se encontraban de gira teatral en el momento de su nacimiento. La familia retornó a México después, donde debido a las giras de su padre recorrieron distintas ciudades hasta que se radicaron en la Ciudad de México. Debutó como actor siendo muy niño; con sólo siete años actuó en la obra de teatro Marianela, de Benito Pérez Galdós. A menudo actuaba junto a su hermano menor. El director mexicano Julio Bracho los vio cuando participaban en una zarzuela, y lo invitó a trabajar en cine, donde su primera película fue La cobarde, en 1947. Fue una destacada estrella juvenil de la Época de Oro del cine mexicano, y ganó reconocimiento en la película La segunda mujer, de 1952, y desde entonces ya no dejó de trabajar en la industria. Acumuló más de cien películas y 40 obras de teatro. También desarrolló una extensa carrera en televisión: trabajó en telenovelas como Los que ayudan a Dios (1973), María José (1978), Los ricos también lloran (1979), Cadenas de amargura (1991), Mirada de mujer (1997) y Todo por amor (2000-2001), entre muchas otras.[cita requerida]

### Vida personal
Fernando Luján dejó su casa a los 16 años para convivir con la actriz de origen chileno Sara Guash. Estuvo con ella un año y medio, hasta que a los 17 años se casó por primera vez con Laura, la madre de su primer hijo, el también actor Fernando Ciangherotti. Luján se describía como "inquieto", y a eso le atribuyó el haber sido padre de once hijos, nacidos de distintos matrimonios. En los últimos años estuvo casado con la actriz Martha Mariana Castro, con quien llevaba varios años de matrimonio y con quien tuvo un hijo, Paolo. Fue abuelo de varios nietos.[cita requerida]
Fernando Luján confesó una vez: «Cuando niño, andaba en la locura total, mi madre se preocupaba por eso y siempre me preguntaba: "¿Con quién andas? Me han contado esto, me han dicho lo otro." Fui muy trasnochador y vacilador. Me gustaba la vida bohemia; las mujeres, sobre todo. Creo que entre los 28 y 30 empecé a calmarme un poco, un poquito.»

### Fallecimiento
Su fallecimiento, anunciado por la Cámara Nacional de la Industria Cinematográfica de su país, ocurrió el 11 de enero de 2019 a los 79 años, en su hogar, en Puerto Escondido, Oaxaca, debido a complicaciones pulmonares del EPOC, enfermedad que ya padecía de varios años atrás por su afición a fumar. Había tenido crisis previas y había salido bien librado, mediante aplicación de sus nebulizaciones, esteroides, broncodilatadores y antibióticos. Falleció a consecuencia de una crisis.
En 2020, a un año de su deceso fue incluido en el segmento In Memoriam de la nonagésima segunda entrega del Premios Óscar.

## Filmografía

### Cine
- Overboard (2018).... Padre de Leonardo, Magda y Sofía[5]
- El club de los insomnes (2018)....Hombre Lobo
- Cuando los hijos regresan (2017).... Manuel
- El método Lanner (2015).... Francisco
- Selección Canina (2015)…. Bernardo Lapata (Voz)
- Cásese quien pueda (2014)....Gustavo Mendes
- Tercera llamada (2013).... Fernando
- Viento en contra (2011).... Justino Samperio
- Huevos revueltos (2009)
- Euforia (2009).... Duque
- El libro de las aguas (2008).... Ángel
- Cinco días sin Nora (2008).... José Kurtz
- Cosas insignificantes (2008).... Augusto Gabrieli
- Hasta el viento tiene miedo (2007).... Doctor Vila
- Cañitas (Presencia) (2007).... Don Fernando
- El carnaval de Sodoma (2006)
- Tú te lo pierdes (2005)
- Las llaves de la independencia (2005).... Demetrio
- Primer y último amor (2002)  .... Fermín Azcue
- El tigre de Santa Julia (2002).... Nando
- En el país de no pasa nada (1999)
- El coronel no tiene quien le escriba (1999)  .... El coronel
- Fuera de la ley (1998)
- Día de muertos (1988) .... Francisco de Jesús Talamantes
- Solicito marido para engañar (1987)
- Más buenas que el pan (1985)
- En la trampa (1979)
- Estas ruinas que ves (1978)  .... Paco Aldebarán
- Guerra de los pasteles (1978)
- El patrullero 777 (1977)
- El miedo no anda en burro (1976) .... Raúl
- El alegre divorciado (1976) .... Carlos Pozuelo
- La carrera del millón (1973)
- El medio pelo (1972) .... Doctor Sergio López
- Juegos de alcoba (1971)
- Los corrompidos (1971)
- Buscando una sonrisa (1970)
- Pilotos de combate (1970)
- La hermana Dinamita (1970)
- Confesiones de una adolescente (1969)
- El cuerpazo del delito (1968)  .... (segmento "La seductora")
- El oficio más antiguo del mundo (1968)
- Cuatro contra el crimen (1968)
- 5 de chocolate y 1 de fresa (1968) .... Miguel Ernesto Suárez
- Agente 00 Sexy (1968) .... Ernesto Romero
- El amor y esas cosas (1967)  .... (segmento "Un adulterio formal")
- Caballos de acero (1967)
- Los perversos (1967)
- Acapulco a go-gó (1967)
- El falso heredero (1966)
- Lanza tus penas al viento (1966)
- Novias impacientes (1966)
- Un novio para dos hermanas (1966)
- Sólo para ti (1966)  .... Juan Negro
- Fiebre de juventud (1965)
- Juventud sin ley (1965)
- ¿Qué haremos con papá? (1965)
- Viento negro (1965)  .... Ingeniero Julio
- Amor de adolescente (1965)  .... Raúl Linares
- El gángster (1965)
- Neutrón contra los asesinos del karate (1964)
- Amor y sexo (Safo '63) (1964)  .... Gallina, interno
- El pueblo fantasma (1963)
- La sombra de los hijos (1963)
- Dile que la quiero (1963)
- El cielo y la tierra (1962)
- Jóvenes y bellas (1962) .... Raúl Paz
- Mañana serán hombres (1961) .... Raúl, el muñeco
- Juventud rebelde (1961)
- Vacaciones en Acapulco (1961)
- Peligros de juventud (1960)
- La sombra en defensa de la juventud (1959)
- La edad de la tentación (1958)
- El mil amores (1954).... Ricardo Rodríguez
- Las infieles  (1953)....
- La segunda mujer (1953)
- La cobarde (1953)

### Televisión
- La hija pródiga (2017-2018) .... Nelson
- Ingobernable (2017).... Tomás Urquiza
- Así en el barrio como en el cielo (2015) .... Marcelo Ferrara[6]
- Los Rey (2012-2013).... Everardo Rey
- Quererte así (2012).... Fred
- Entre el amor y el deseo (2010-2011).... Edgar Dumont
- Deseo prohibido (2008).... Julián Valle Ocampo
- Montecristo (2006-2007).... Alberto Lombardo
- Las Juanas (2004-2005).... Calixto Matamoros
- Mirada de mujer: El regreso (2003-2004).... Lic. Ignacio San Millán
- Lo que es el amor (2001-2002).... Emiliano Lomelí
- Todo por amor (2000-2001).... Gonzalo Robles
- Noche para compartir (1998) (Programa Misceláneo)
- Mirada de mujer (1997-1998).... Lic. Ignacio San Millán
- Para toda la vida (1996).... Juan Ángel
- La paloma (1995)
- Sueño de amor (1993).... Ernesto
- Vida robada (1991-1992).... Don Ramón Avelar
- Al filo de la muerte (1991-1992)... Padre Juan
- Cadenas de amargura (1991).... Padre Julio
- Bella y Bestia (1979).... Alfred
- Los ricos también lloran (1979).... Diego #2
- María José (1978).... El Jaiba
- Los que ayudan a Dios (1973).... Fernando
- El edificio de enfrente (1972).... Camilo
- La culpa de los padres (1963)
- Domingos Herdez (1962) (Serie)
- Cuatro en la trampa (1961)

### Teatro
- Todos eran mis hijos  (2009)
- ¿Por qué no te quedas a desayunar? (1998)
- El avaro (1977)
- La vidente (1964)
- Otra viuda alegre (1962)
- Cada noche muere Julieta (1960)
- El hombre que hacía llover (1959)
- Marianela (1946)

## Premios y nominaciones

### Premios Ariel
- Ariel de Plata al Mejor Actor, por su trabajo en Cinco días sin Nora.[4]

### Premio Luis Buñuel
- Premio Luis Buñuel, "por su aportación a la industria fílmica de Iberoamérica". El premio se le otorgó en la Embajada de España en México, en el contexto de la Muestra de Cine Español e Iberoamericano.[4]

### Medalla Filmoteca
- Medalla Filmoteca, otorgada en el 2013 por la Filmoteca de la Universidad Nacional Autónoma de México por su participación en múltiples películas.[4]

### Premios Bravo
| Año  | Categoría          | Telenovela  | Resultado |
| ---- | ------------------ | ----------- | --------- |
| 2007 | Mejor primer actor | Montecristo | Ganador   |